# Марьянац, Драган
Драган Марьянац (серб. Dragan Marjanac; род. 26 февраля 1985, Врбас) — сербский гандболист, вратарь швейцарского клуба «Мури» и сборной Сербии. Серебряный призёр чемпионата Европы 2012 года.